# Пол Андерсон (актор)
Пол Андерсон (англ. Paul Anderson) — британський актор. Найбільш відомий за ролями у фільмах «Легенда», «Шерлок Холмс: Гра тіней» і серіалом «Гострі картузи».

## Біографія
Багато років працював у сфері продажу театральних квитків. У середині 2000-х років закінчив Академію драматичного мистецтва Веббера Дугласа. Пол почав свою акторську кар'єру, з'явившись у п'єсах, написаних другом Григорієм Бьорком. Він отримав свою першу головну роль в британському фільмі 2009 року «The Firm».
Телевізійна акторська кар'єра Пола почалася у 2005 році з епізодичної ролі у серіалі «Доктор Хто». У 2011 році зіграв Себастьяна Морана у фільмі «Шерлок Холмс: Гра тіней».
З 2013 року грає одну з головних ролей у серіалі «Гострі картузи». У 2015 році зіграв у трьох фільмах: «Легенда», «У серці моря» і «Легенда Г'ю Гласса».

## Фільмографія

### Фільми
| Рік  | Українська назва                | Оригінальна назва                  | Роль                |
| ---- | ------------------------------- | ---------------------------------- | ------------------- |
| 2006 | Заручені вбивством              | Engaged to Kill                    | мисливець           |
| 2008 | Френкі Ховард: Швидше ти, ніж я | Frankie Howerd: Rather You Than Me | Роджер              |
| 2009 | Фірма                           | The Firm                           | Бекс                |
| 2010 | Підвал                          | The Basement                       | Джейк               |
| 2011 | Вкрадена                        | A Lonely Place to Die              | Кріс                |
| 2011 | Шерлок Холмс: Гра тіней         | Sherlock Holmes: A Game of Shadows | Себастьян Моран     |
| 2012 | Свинтус                         | Piggy                              | Свинтус             |
| 2012 | Летючий загін Скотланд-Ярду     | The Sweeney                        | Аллен               |
| 2012 | Пристрасть                      | Passion                            | Дірк Харріман       |
| 2013 | Зупинене життя                  | Still Life                         | безхатько           |
| 2014 | 71                              | '71                                | сержант Леслі Льюїс |
| 2014 | Електрика                       | Electricity                        | Баррі Конор         |
| 2015 | Легенда                         | Legend                             | Альберт Донохью     |
| 2015 | У серці моря                    | In the Heart of the Sea            | Калеб Чаппел        |
| 2015 | Легенда Г'ю Гласса              | The Revenant                       | Андерсон            |
| 2016 | Пекло                           | Brimstone                          | Френк               |
| 2017 | 24 години на життя              | 24 Hours to Live                   | Джим Морроу         |
| 2017 | Вороги                          | Hostiles                           | капрал Томмі Томас  |
| 2018 | Робін Гуд                       | Robin Hood                         | Гай Гісборн         |
| 2021 | Алея жаху                       | Nightmare Alley                    | гік                 |
| 2024 | Ліфт                            | Lift                               | Донал               |
| 2026 | Безсмертна людина               | The Immortal Man                   | Артур Шелбі         |

### Серіали
| Рік       | Українська назва           | Оригінальна назва       | Роль              |
| --------- | -------------------------- | ----------------------- | ----------------- |
| 2003      | Рожева серенада            | Pink Serenade           | Джеремі Фішер     |
| 2005      | Доктор Хто                 | Doctor Who              | Джейсон           |
| 2007      | Безмовний свідок           | Silent Witness          | Дейв Лісон        |
| 2008      | Прах до праху              | Ashes to Ashes          | підозрюваний      |
| 2008      | Льюїс                      | Lewis                   | Френк Споретті    |
| 2009      | Вбивства в Мідсомері       | Midsomer Murders        | Грехем Спейт      |
| 2011      | Обіцянка                   | The Promise             | сержант Френк Неш |
| 2011      | Льюїс                      | Lewis                   |                   |
| 2013      | Ватажок                    | Top Boy                 | Майк              |
| 2013      | Велике пограбування поїзда | The Great Train Robbery | Гордон Гуді       |
| 2013-2022 | Гострі картузи             | Peaky Blinders          | Артур Шелбі       |